# Chorozinho-esperado
Formigueirinho-do-purus ou chorozinho-esperado (nome científico: Herpsilochmus praedictus) é uma espécie de ave pertencente à família dos tamnofilídeos, endêmica do Brasil.
Seu nome popular em língua inglesa é "Predicted antwren".